# Flaubert (cráter)
Flaubert es un cráter de impacto de 95 km de diámetro del planeta Mercurio. Debe su nombre al escritor francés Gustave Flaubert (1821-1880), y su nombre fue aprobado por la  Unión Astronómica Internacional en 1985.